# Maria Janion
Maria Janion (Mońki, 24 dicembre 1926 – Varsavia, 23 agosto 2020) è stata una critica letteraria, traduttrice e attivista polacca.
Fu anche impegnata politicamente, militando nel Partito Operaio Unificato Polacco.

## Biografia
Dopo la fine della seconda guerra mondiale studiò letteratura polacca presso le università di Łódź e Varsavia, per poi intraprendere la carriera accademica; arrivò anche a ottenere una cattedra, ma nel marzo del 1969 la perse, divenuta invisa al regime comunista. Il suo atteggiamento, che incoraggiava gli studenti a elaborare una propria reinterpretazione del patrimonio letterario polacco, spesso lontana dai canoni ufficiali, non poteva che preoccupare le autorità.
Prese parte all'azione clandestina della Società Towarzystwo Kursów Naukowych, il cui scopo era rimediare alle carenze dell'istruzione ufficiale impartendo conoscenze risparmiate dalla censura. Nell'agosto del 1980 fu tra i firmatari dell'appello degli intellettuali a sostenere lo sciopero dei lavoratori dei cantieri navali.
Nel 1981 partecipò al Congresso Indipendente della Cultura Polacca, interrotto bruscamente il 13 dicembre dalla proclamazione della legge marziale.
Dopo la caduta del regime, continuò il suo impegno al servizio della nazione democratica che si stava costituendo; fu particolarmente attiva nello sviluppo del movimento intellettuale femminista in Polonia e sostenne iniziative civiche a favore di una società aperta, combattendo ogni forma di pregiudizio. Apertamente lesbica, si scagliò a più riprese contro l'omofobia, il razzismo, l'antisemitismo, la misoginia.
Fu membro dell'Accademia polacca delle scienze.